# Shiho Tomari
Shiho Tomari (泊 志穂, 26 de març de 1990) és una futbolista japonesa.

## Selecció del Japó
Va debutar amb la selecció del Japó el 2017. Va disputar 2 partits amb la selecció del Japó.

## Estadístiques
| Selecció del Japó | Selecció del Japó | Selecció del Japó |
| Anys              | Partits           | Gols              |
| ----------------- | ----------------- | ----------------- |
| 2017              | 2                 | 0                 |
| Total             | 2                 | 0                 |